# Boston Common
Le Boston Common est le plus ancien jardin public de la ville de Boston et même des États-Unis. Il est bordé par les rues Tremont, Beacon, et Charles et est adjacent au Boston Public Garden.

## Histoire
Inauguré en 1634, c'est le plus ancien parc américain. Les vaches pouvaient continuer à paître sur une partie des 20 ha et ce, jusqu'en 1830. En tant que parc public, le Boston Common a servi de lieu d’exécution et de châtiment public : y sont morts, entre autres, les quatre martyrs quakers de Boston (dont Mary Dyer en 1660 et William Leddra en 1661), le chef indien Tantamous en 1676 et la pirate Rachel Wall en 1789. Les soldats britanniques y stationnèrent jusqu'à l'indépendance du Pays.
L'étang de Frog Pond sert de patinoire en hiver ; c'est ici que se trouve la fontaine Brewer et que l'on joue de la musique au Parkman Banstand (kiosque).

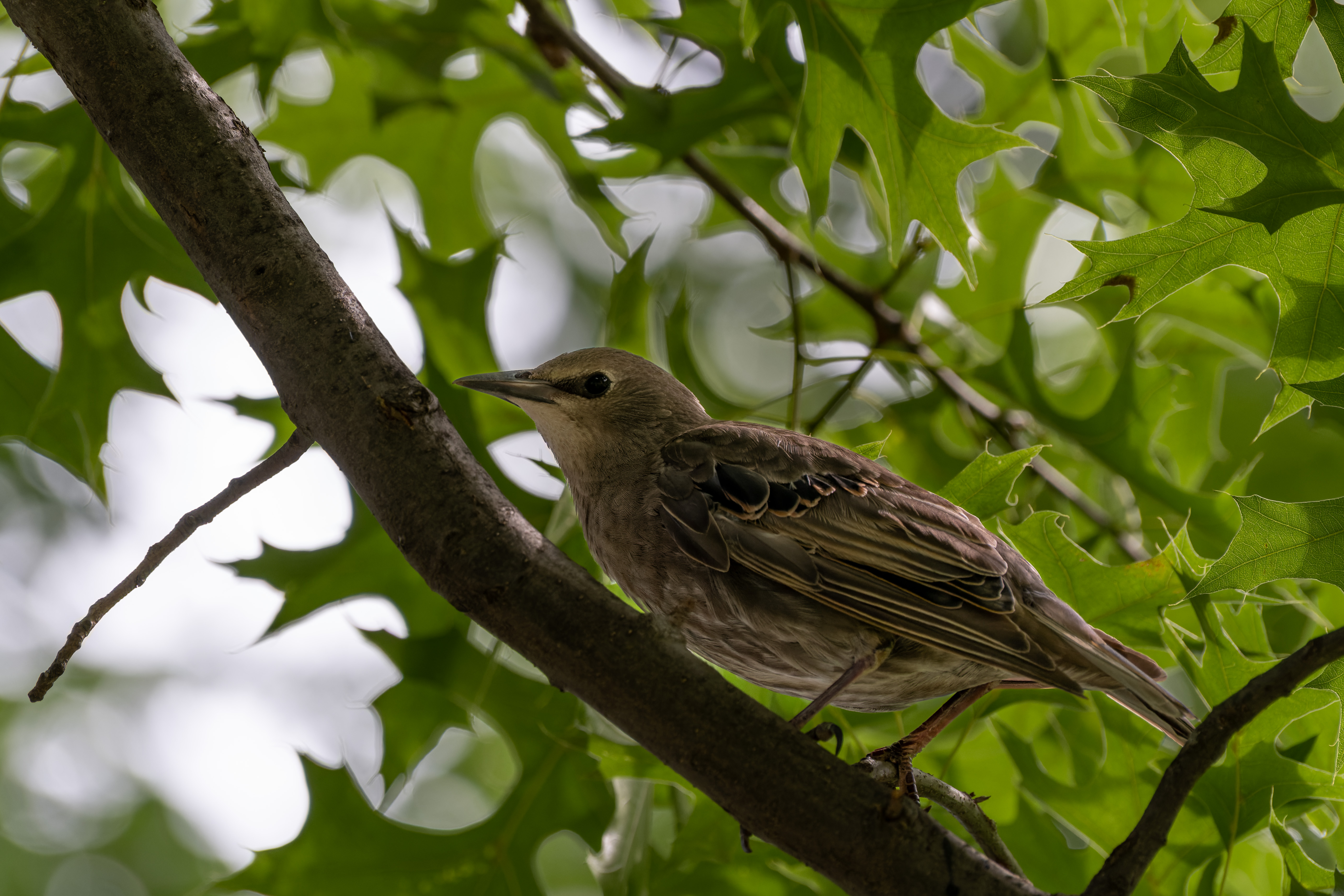
Un étourneau dans Boston Common.

## Monuments et bâtiments notables
- Mémorial à Robert Gould Shaw et au 54e Régiment d'infanterie des volontaires du Massachusetts : monument érigé par Augustus Saint-Gaudens, en hommage à Robert Gould Shaw qui dirigea une unité composée de soldats et marins noirs pendant la guerre de Sécession ;
- Mémorial du massacre de Boston ;
- Sur Beacon Street, en bordure du jardin, se trouve le Capitole de l'État du Massachsetts, construit sur les plans de Charles Bulfinch.